# Gaudinia fragilis
Gaudinia fragilis é uma espécie de planta com flor pertencente à família Poaceae. 
A autoridade científica da espécie é (L.) P.Beauv., tendo sido publicada em Essai d'une Nouvelle Agrostographie 95, 153, 164, t. 19,5. 1812.
Os seus nomes comuns são argençana-dos-pastores, azevém-quebradiço, erva-canarinha ou genciana-das-boticas.

## Portugal
Trata-se de uma espécie presente no território português, nomeadamente em Portugal Continental, no Arquipélago dos Açores e no Arquipélago da Madeira.
Em termos de naturalidade é nativa de Portugal Continental e introduzida nos Arquipélago dos Açores e da Madeira.

## Protecção
Não se encontra protegida por legislação portuguesa ou da Comunidade Europeia.